# Virsac
Virsac ist eine französische Gemeinde mit 1.283 Einwohnern (Stand: 1. Januar 2022) im Département Gironde in der Region Nouvelle-Aquitaine. Sie gehört zum Arrondissement Blaye und zum Kanton Le Nord-Gironde. Die Einwohner werden Virsacais genannt.

## Geografie
Virsac liegt etwa 23 Kilometer nordnordöstlich von Bordeaux. Umgeben wird Virsac von den Nachbargemeinden Peujard im Norden, Val de Virvée im Osten und Südosten, Saint-André-de-Cubzac im Süden, Saint-Gervais im Südwesten und Westen sowie Saint-Laurent-d’Arce im Nordwesten.
Durch die Gemeinde führt die Autoroute A10 (mit der Mautstation Virsac) und die Route nationale 10 am Ostrand der Gemeinde.

## Bevölkerungsentwicklung
| Jahr                       | 1962 | 1968 | 1975 | 1982 | 1990 | 1999 | 2008 | 2020 |
| Einwohner                  | 327  | 341  | 407  | 593  | 926  | 901  | 969  | 1262 |
| Quellen: Cassini und INSEE |      |      |      |      |      |      |      |      |

## Sehenswürdigkeiten
- romanische Kirche Saint-Genès, im 11./12. Jahrhundert errichtet, seit 1974 Monument historique
- Schloss Bois Martin, Ende des 16. Jahrhunderts erbaut
- Schloss Julie

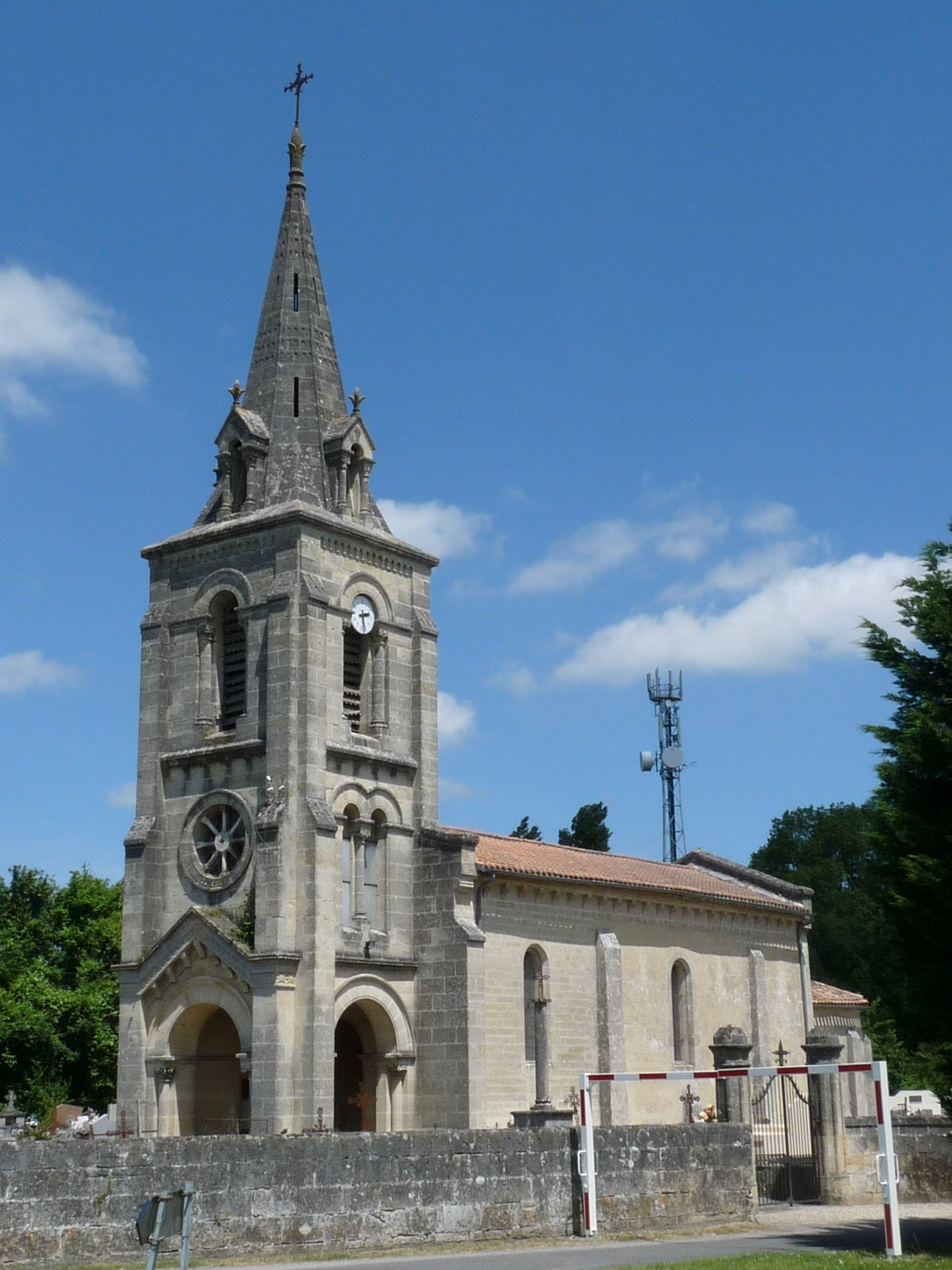
Kirche Saint-Genès
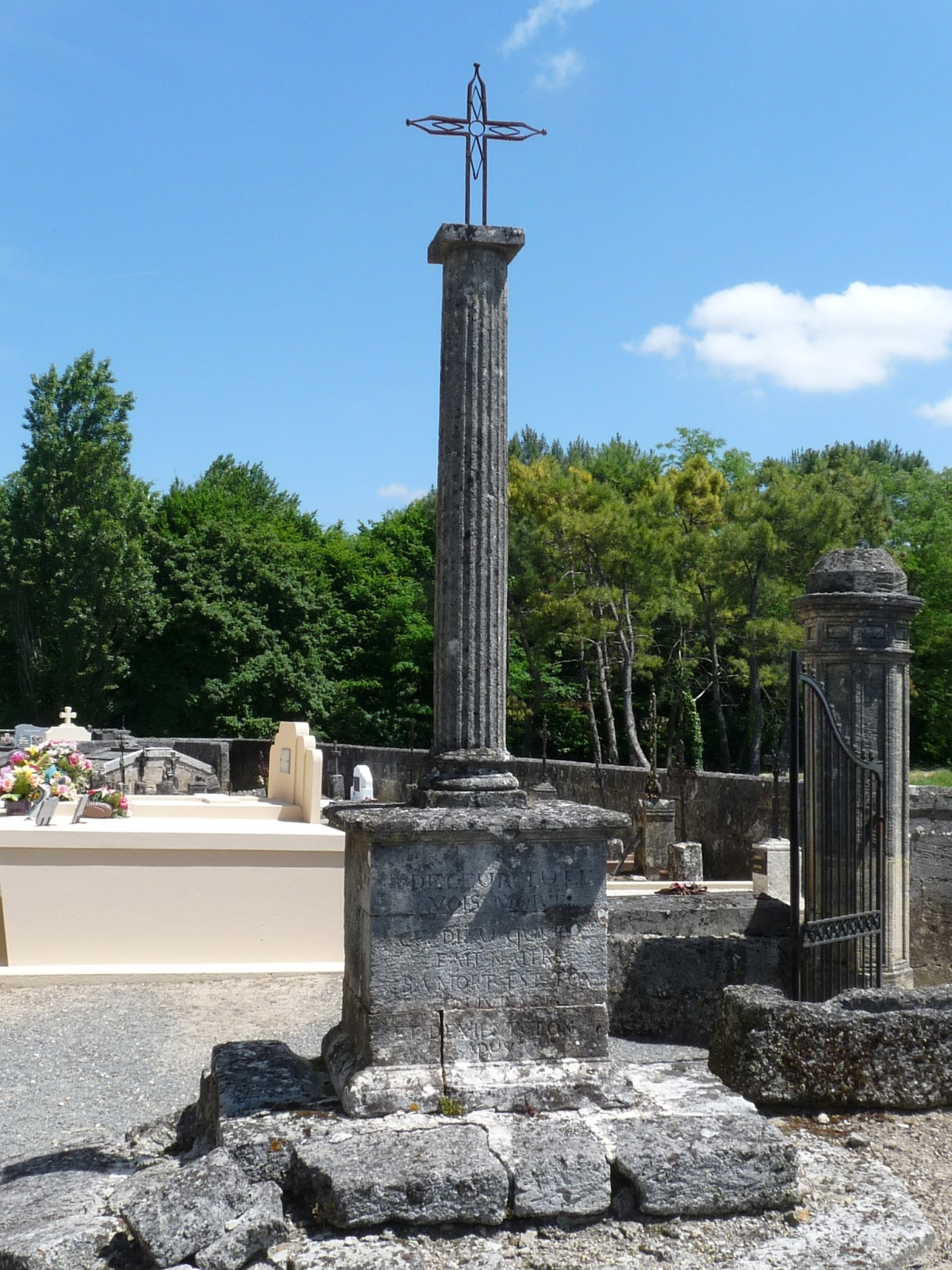
Friedhofskreuz
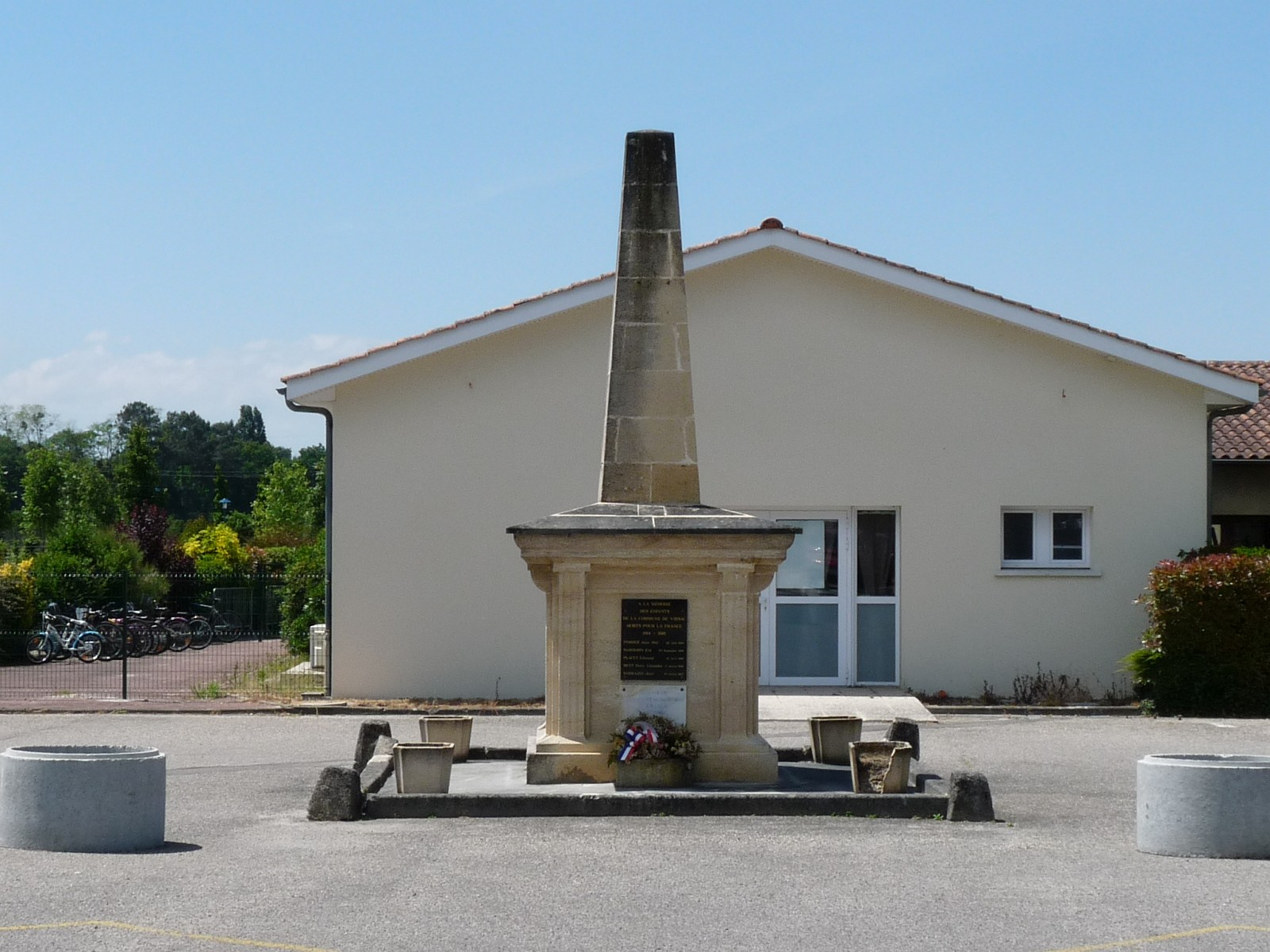
Gefallenendenkmal